# Бакуріані (кладовище)
Бакуріані — український некрополь в однойменному містечку Боржомського муніципалітету, мхаре Самцхе-Джавахеті, Грузія.
Виникло після того, як у 1853 році у цей регіон переселились близько 200 селянських родин (1800 козаків) з Полтавської губернії. У перший рік померли близько 150 українців-переселенців, які й були поховані на новозаснованому кладовищі.
10 червня 2006 року кладовище було знову освячено після відновлення за ініціативи місцевого українського товариства та за підтримки Посольства України в Грузії.